# Jean-Pierre Borbouse
 (octobre 2011).
Si vous disposez d'ouvrages ou d'articles de référence ou si vous connaissez des sites web de qualité traitant du thème abordé ici, merci de compléter l'article en donnant les références utiles à sa vérifiabilité et en les liant à la section « Notes et références ».
 (juin 2009).
Améliorez-le ou discutez des points à vérifier. 
Jean-Pierre Borbouse, né le 23 mai 1955, est un homme politique belge du Front National.

## Biographie
Il a été élu conseiller communal de Charleroi ainsi que conseiller provincial du Hainaut lors des élections communales et provinciales d'octobre 2000.
Premier suppléant, il a été élu député wallon du Front National, dans l'arrondissement de Mons, le 13 juin 2004, lorsque le titulaire du siège, la tête de liste, l'avocat et sénateur Michel Delacroix, y a renoncé, préférant rester au Sénat. À cette date, Jean-Pierre Borbouse a dû démissionner du mandat de conseiller provincial qu'il détenait, les deux mandats n'étant légalement pas cumulables.
Il a été réélu conseiller communal de Charleroi lors des élections communales et provinciales d'octobre 2006.
Par contre, il n'a pas été réélu lors des élections régionales du 7 juin 2009, lors desquelles il se présentait en cinquième position effective et en première suppléance sur la liste du Front National dans l'arrondissement de Charleroi. Il occupait également la tête de liste du Front National lors des élections européennes qui se déroulaient le même jour.